# Gilbert & George
Gilbert & George (ou Gilbert and George) é uma dupla de artistas britânicos composto por Gilbert Prousch (San Martin de Tor, Itália, 17 de setembro de 1943) e George Passmore (Plymouth, Reino Unido, 8 de janeiro de 1942), que desenvolvem o seu trabalho de arte conceptual, performance e body art, sendo famosos principalmente por exercerem esculturas vivas. O seu trabalho teve uma influência significativa sobre o grupo denominado Young British Artists.
Conheceram-se enquanto estudantes na escola de arte St. Martin's de Londres, e desde 1968 vivem juntos e fazem o seu trabalho profissional como duo artístico. Uma das suas primeiras realizações foi The Singing Sculpture (A escultura que canta, 1969), na qual o par de artistas dançava e cantava Underneath the Arches, um êxito musical da década de 1930. Desde então têm conseguido obter uma sólida reputação como esculturas vivas, convertendo-se a si mesmos em obras de arte, expostas durante diversos intervalos de tempo para contemplação do público. Em geral costumam aparecer impecavelmente vestidos com fato e gravata, adotando diversas posturas em que permanecem imóveis, embora por vezes também se movam ou leiam algum texto, e por vezes apareçam em montagens o instalações de diversa índole.
Além da sua faceta «escultórica», Gilbert & George também realizam obras pictóricas, colagens e fotomontagens, onde muitas vezes se representam a si mesmos, junto a diversos elementos da sua companhia mais próxima, e fazendo referências à cultura urbana e com uma forte componente reivindicativa, abordando temas como o sexo, questões raciais, a morte e a SIDA, a religião ou a política, criticando o governo britânico e o poder estabelecido. Nesse sentido, a sua série mais prolífica e ambiciosa foi Jack Freak Pictures, onde têm presença constante as cores vermelha, branca e azul da bandeira britânica.
Gilbert & George têm exposto em alguns dos melhores museus e galerias do mundo, como o Stedelijk van Abbemuseum de Eindhoven (1980), a Hayward Gallery de Londres (1987), a Tate Modern (2007), etc. Participaram em diversas ocasiões na Documenta de Kassel (nos 5, 6 e 7), e em 2005 representaram o Reino Unido na Bienal de Veneza. Em 1986 foram premiados com o Prémio Turner.
Gilbert e George há muito tempo fizeram a sua casa e oficina em Spitalfields.